# Király Vitalij
Király Vitalij (Gorond, Ukrajna, 1992. július 20. –) magyar labdarúgó, jelenleg a Debrecentől kölcsönben a Kaposvári Rákóczi csapatának játékosa.

## Pályafutása

#### Junior évek
Junior pályafutását 2003. szeptember 9-én a Miskolci Sportiskolánál kezdte, majd 14 évesen átigazolt a Diósgyőri VTK-hoz. 2008-ban a Nyírsuli együttesében folytatta pályafutását. Itt figyeltek fel rá és 2010-ben átigazolták a Szombathelyi Haladás csapatához.

#### 2012–2013
2012. július 31-én szerződést kapott a DVSC-DEAC csapatánál, majd 9 nap múlva kölcsönadták a DVSC fiókcsapatához, a Létavértes SC '97-hez. Első két felnőtt csapatban eltöltött évében, Létavértesen, az NB III-ban 42 mérkőzésen 7 gólt szerzett.

#### 2014
2014. február 25-én szerződést kötött vele a Debreceni VSC. 2014. március 4-én már be is mutatkozhatott, még csak csereként a Győri ETO elleni hazai Magyar Ligakupa mérkőzésen. 2014. április 1-jén ismét szóhoz jutott Felcsúton a Puskás Akadémia FC–DVSC Ligakupa visszavágó mérkőzésen.

## Statisztika

### Klub teljesítmény
| Klub             | Szezon | NB I | NB I | NB II | NB II | NB III | NB III | Magyar kupa | Magyar kupa | Ligakupa | Ligakupa | Európa-liga | Európa-liga | Összesen | Összesen |
| Klub             | Szezon | Mérk | Gól  | Mérk  | Gól   | Mérk   | Gól    | Mérk        | Gól         | Mérk     | Gól      | Mérk        | Gól         | Mérk     | Gól      |
| ---------------- | ------ | ---- | ---- | ----- | ----- | ------ | ------ | ----------- | ----------- | -------- | -------- | ----------- | ----------- | -------- | -------- |
| Létavértes       |        |      |      |       |       |        |        |             |             |          |          |             |             |          |          |
| 2012–13          | –      | –    | –    | –     | 25    | 5      | 6      | 1           | –           | –        | –        | –           | 31          | 6        |          |
| 2013–14          | –      | –    | –    | –     | 12    | 1      | –      | –           | –           | –        | –        | –           | 12          | 1        |          |
| Összesen         | –      | –    | –    | –     | 37    | 6      | 6      | 1           | –           | –        | –        | –           | 43          | 7        |          |
| Debreceni EAC    |        |      |      |       |       |        |        |             |             |          |          |             |             |          |          |
| 2014             | –      | –    | –    | –     | 13    | 4      | –      | –           | –           | –        | –        | –           | 13          | 4        |          |
| Összesen         | –      | –    | –    | –     | 13    | 4      | –      | –           | –           | –        | –        | –           | 13          | 4        |          |
| Debreceni VSC    |        |      |      |       |       |        |        |             |             |          |          |             |             |          |          |
| 2013–14          | –      | –    | –    | –     | –     | –      | –      | –           | 2           | 0        | –        | –           | 2           | 0        |          |
| Összesen         | –      | –    | –    | –     | –     | –      | –      | –           | 2           | 0        | –        | –           | 2           | 0        |          |
| Kaposvár         |        |      |      |       |       |        |        |             |             |          |          |             |             |          |          |
| 2014–            | –      | –    | 11   | 0     | –     | –      | 2      | 0           | 6           | 1        | –        | –           | 19          | 1        |          |
| Összesen         | –      | –    | 11   | 0     | –     | –      | 2      | 0           | 6           | 1        | –        | –           | 19          | 1        |          |
| Karrier összesen |        | –    | –    | 11    | 0     | 50     | 10     | 8           | 1           | 8        | 1        | –           | –           | 77       | 12       |

Utolsó elszámolt mérkőzés: 2014. november 22.